# Els invasors (La Dimensió Desconeguda)
"Els invasors" (títol original en anglès "The Invaders") és el quinzè episodi de la segona temporada, i el 51è total de la sèrie de televisió d'antologia La Dimensió Desconeguda. Es va emetre originalment el 27 de gener de 1961 a CBS. Ha estat doblat al català i emès per TV3. Fou protagonitzat per Agnes Moorehead, escrit per Richard Matheson, dirigida per Douglas Heyes, i amb banda sonora de Jerry Goldsmith. Les característiques distintives d'aquest episodi inclouen una actuació gairebé en solitari d'un personatge (que interactua amb "personatges") de titelles en miniatura i una manca gairebé total de diàleg. L'únic diàleg de tot l'episodi, a part de la narració habitual de Rod Serling, prové de Douglas Hayes, el director de l'episodi. A més, aquest és l'únic episodi en què Rod Serling fa el seu monòleg d'obertura a l'inici del pròleg, més que al final. La protagonista interpretada per Agnes Moorehead sovint crida de dolor i terror, però mai parla.

## Narració d'obertura
| « | Aquest és un dels llocs allunyats, els llocs no visitats, desolats, desaprofitats, moribunds. Es tracta d'una masia, feta a mà, crua, una casa sense llum ni gas, una casa al marge del progrés. Aquesta és la dona que viu a la casa, una dona que fa molts anys que està sola, una dona forta i senzilla que fins ara l'únic problema ha estat el d'aconseguir menjar per menjar, una dona a punt d'enfrontar-se al terror, que és fins i tot ara venint cap a ella des de la Dimensió Desconeguda. | » |

## Argument
Una dona gran viu sola en una cabana remota. Va vestida malament i no hi ha comoditats modernes a la seva residència. Després d'escoltar un estrany soroll ensordidor sobre el sostre de la seva cuina, és abordada per petits intrusos que provenen d'un plat volador en miniatura que ha aterrat al terrat. Dues figures diminutes, que semblen ser robots o éssers que porten vestit pressuritzat, emergeixen de l'embarcació.
Les petites figures ataquen la dona, utilitzant armes petites, semblants a una pistola, que li deixen cremades per radiació a la pell i, després de seguir-la a la seva cabina, tallant-li el turmell i la mà amb el seu propi ganivet de cuina. Finalment, en mata un, embolicant-lo en una manta i colpejant-lo fins que estigui quiet, després llançant-lo a la llar de foc. Ella segueix l'altre fins a la nau del plat del seu sostre, que procedeix a atacar amb un destral.
Tot això s'ha produït sense que es diguin paraules, però ara s'escolta una veu (el director Douglas Heyes) parlant en anglès des de la nau. L'intrús avisa frenètic que la seva parella, Gresham, ha mort; i que el planeta està habitat per una raça de gegants i impossible de derrotar. El costat del vaixell diu U.S. Força Aèria Sonda espacial núm. 1. Els "petits" invasors eren astronautes humans o humanoides de la Terra; la dona de la petita masia pertany a una raça de gegants humanoides originaris d'un altre planeta. Acaba de destruir el vaixell i després torna a baixar del terrat a la casa, esgotada.

## Narració de cloenda
| « | Aquests són els invasors, els éssers diminuts del minúscul lloc anomenat Terra, que farien el pas de gegant pel cel fins als signes d'interrogació que brillen i criden des de la immensitat de l'univers només per ser imaginats. Els invasors... que van descobrir que un bitllet d'anada a les estrelles més enllà té el preu definitiu... i l'acabem de veure entrat en un llibre major que cobreix totes les transaccions de l'univers... una factura segellada. "Pagament íntegre" i es pot trobar sense arxivar a la Dimensió Desconeguda. | » |

## Repartiment
- Agnes Moorehead com a Dina
- Douglas Heyes com a invasors (veu)

## A la ràdio
Quan l'episodi va ser adaptat per a Twilight Zone radiodrames, protagonitzat per Kathy Garver. the story was changed from an old non-speaking woman to an elderly couple.